# Brecha digital en Malasia
La brecha digital en Malasia se refiere a la disparidad entre los individuos que tienen acceso a ciertas tecnologías  en el territorio malasio. La existencia de esta desigualdad se atribuye a varios factores como la edad, la ubicación geográfica y el nivel económico, que pueden influir en la disponibilidad de tecnologías de la información y la comunicación (TIC).  Dado que Malasia no es un país completamente desarrollado, algunos investigadores han mostrado preocupación de que el acceso restringido a las TIC pueda hacer que el país quede aún más rezagado en el avance tecnológico global si este problema no se aborda y resuelve. 

## Causas de la brecha digital en Malasia
La desigualdad digital en Malasia no es un problema con una única causa y un único efecto. Los factores que originan esta brecha pueden hallarse en diversas categorías y/o datos demográficos dentro del país. Entre estos se incluyen elementos como la edad, el nivel educativo, la situación económica y la ubicación geográfica, entre otros. 
La diferencia generacional, en términos de jóvenes frente a mayores, no es el principal factor cuando se examina la ausencia generalizada de TIC (y de usuarios competentes en su uso) en Malasia. Es ampliamente reconocido a nivel global que las generaciones mayores suelen tener menos experiencia con la tecnología en general, lo que sugiere que la juventud frente a la vejez puede influir en la brecha digital, pero no es un aspecto exclusivo de Malasia..   Aunque se considera que los ancianos son uno de los varios grupos que han quedado rezagados debido a la tecnología,  la población envejecida no es el principal enfoque cuando se evalúa cómo cerrar la brecha digital en Malasia.
No obstante, la localización dentro del país, junto con la riqueza asociada a ciertas áreas, juegan un rol más significativo a la hora de reducir o aumentar la brecha digital en Malasia. La tasa de penetración de banda ancha a nivel nacional se sitúa en un promedio de 67.2%. Sin embargo, en las zonas más densamente pobladas y acomodadas, esa tasa alcanza el 115.7% en su punto más alto.   Esto indica un evidente descuido hacia las áreas urbanas que requieren TIC. De las 8.500 escuelas primarias y secundarias en Malasia, la mayoría se encuentran en zonas rurales.   Debido a que los factores que generan la brecha digital en Malasia frecuentemente se solapan, esta falta de atención a la brecha tecnológica y su uso en lasáreas urbanas, en particular, agrava aún más la desigualdad digital.
La educación como causa de la brecha digital es un factor extremadamente importante y parece ser el aspecto en el que Malasia está más enfocada en solucionar. 

## Efecto de la educación
Una de las principales causas de la brecha digital en Malasia es la educación, debido a la notable disparidad en el nivel educativo de los ciudadanos malasios. Esto se debe en parte a la ausencia de programas de educación informática antes de 1991, cuando el gobierno de Malasia lanzó Visión 2020. Este programa se creó con el objetivo de mejorar las habilidades informáticas entre los ciudadanos malasios.  Dado que Visión 2020 no comenzó hasta 1991, un gran número de ciudadanos malasios que crecieron antes de esa fecha nunca tuvieron acceso a la educación en alfabetización informática. Además, las escuelas en muchas zonas rurales de Malasia carecían de acceso a computadoras e Internet antes de la implementación de este programa.
Aparte de la falta de formación informática formal en gran parte de la población malasia, se ha comprobado que las personas con niveles educativos más bajos también tienden a sentirse menos cómodas al utilizar computadoras
Las personas con mayor nivel educativo tienen más probabilidades de usar computadoras, lo que les brinda mayores oportunidades para ampliar sus conocimientos a través de herramientas como clases en línea, bases de datos digitales y otros recursos de aprendizaje. Un estudio llevado a cabo por Shaheen Majid en la Universidad Islámica Internacional de Malasia reveló una relación directa entre el nivel educativo de los individuos y su uso de recursos de aprendizaje en línea. A medida que aumenta el nivel educativo de una persona, también aumenta la probabilidad de que utilice estos recursos para continuar su formación. Como resultado, aquellos que ya están familiarizados con las computadoras tienden a incrementar su uso, mientras que aquellos que no lo están tienen menos capacidad para mejorar sus habilidades informáticas, lo que contribuye a ampliar la brecha digital en lugar de disminuirla.
Existen diversos planes e iniciativas en marcha para ofrecer talleres de alfabetización informática y capacitación en computación a los miembros de la sociedad malasia con menos conocimientos en esta área. En particular, la iniciativa gubernamental Visión 2020 pretende que toda la población malasia esté familiarizada con las tecnologías de la información y la comunicación (TIC) para el año 2020. También se han desarrollado programas más pequeños, como el Octavo Plan de Malasia en 2001, que colaboró con comités comunitarios para lanzar un programa nacional de alfabetización informática dirigido a las zonas rurales. Este programa creó varios espacios donde los ciudadanos malasios, que de otro modo no tendrían acceso a computadoras, pudieran familiarizarse con ellas.

## Trabajando para superar la brecha digital en Malasia
Hay barreras figurativas para llegar a aquellos sin acceso a Internet o a la comunicación en Malasia. Sin embargo, el gobierno malasio ha estado trabajando durante años para aumentar el número de telecentros, la accesibilidad general a la banda ancha y la integración de la tecnología en las escuelas.
Los telecentros operan como nodos de información y desempeñan un rol crucial en la mejora de la conectividad en Malasia. Además de proporcionar acceso a Internet, estos centros ofrecen formación sobre el uso de las TIC, familiarización con nuevas tecnologías y facilitan la conexión entre áreas urbanas y rurales.[cita requerida] Las autoridades malasias han reconocido la relevancia e impacto de los telecentros e implementado al menos 2.150 de estos centros tecnológicos en todo el país. 
La accesibilidad y penetración de la banda ancha es otro aspecto crucial a considerar. El porcentaje promedio de acceso a banda ancha en las comunidades de Malasia se sitúa en un relativamente bajo 67,2%. Sin embargo, este porcentaje varía significativamente entre áreas urbanas densamente pobladas, como Kuala Lumpur, que alcanza un 115,7%, y áreas rurales poco pobladas, como Sabah, con una tasa de penetración de banda ancha de solo el 52,8%.  En 2009, se inició un Proyecto de Banda Ancha de Alta Velocidad para mejorar la cobertura y velocidad de la banda ancha en todo Malasia. En ese momento, la tasa de penetración de banda ancha era inferior al 50% a nivel nacional, y el objetivo del proyecto era superarla. Como se muestra, con una tasa de penetración de banda ancha actual del 52,8%, el proyecto logró su objetivo.
Las organizaciones oficiales han puesto un fuerte énfasis en la integración de tecnología en las escuelas de Malasia, especialmente dado que la mayoría de estas instituciones se encuentran en zonas rurales. A pesar de que Malasia posee una de las tasas de alfabetización más altas del mundo, aún enfrenta una carencia significativa de acceso tecnológico en los centros educativos. Iniciativas como la Unidad de Internet Móvil (MIU), que ofrece acceso a Internet y educación en TIC a varias escuelas durante sus visitas, se centran en familiarizar a los estudiantes con el poder, la función y la importancia de las TIC. Esto busca preparar mejor a los alumnos para contribuir al desarrollo de las TIC en Malasia en el futuro.